# Aire d'attraction de Saint-Didier-sur-Chalaronne
L'aire d'attraction de Saint-Didier-sur-Chalaronne est un zonage d'étude défini par l'Insee pour caractériser l’influence de la commune de Saint-Didier-sur-Chalaronne sur les communes environnantes.

### Carte

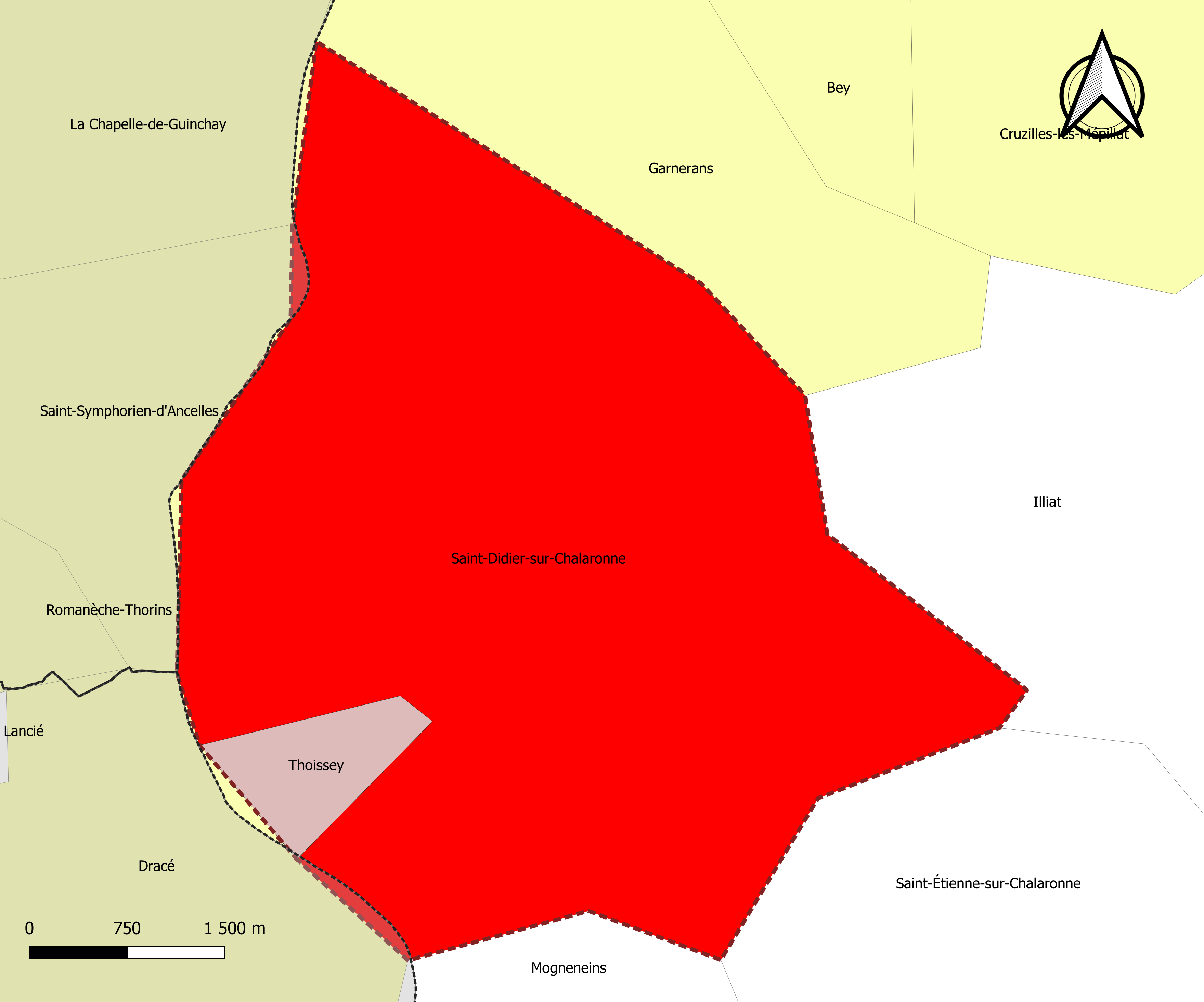
Carte de l'aire d'attraction de Saint-Didier-sur-Chalaronne.
Commune-centre
Commune du pôle principal

## Définition
L'aire d'attraction d'une ville est composée d’un pôle, défini à partir de critères de population et d’emploi ainsi que d’une couronne constituée des communes dont au moins 15 % des actifs travaillent dans le pôle. Le pôle d’attraction constitue ainsi un point de convergence des déplacements domicile-travail,.

## Géographie
L’aire d'attraction de Saint-Didier-sur-Chalaronne est une aire intra-départementale qui comporte 2 communes dans l'Ain. 

### Composition communale
| Nom                                          | Code Insee | Département | Statut                    | Superficie (km2) | Population (dernière pop. légale) | Densité (hab./km2) | Modifier                                    |
| -------------------------------------------- | ---------- | ----------- | ------------------------- | ---------------- | --------------------------------- | ------------------ | ------------------------------------------- |
| Saint-Didier-sur-Chalaronne (commune-centre) | 01348      | Ain         | commune-centre            | 24,98            | 2 969 (2022)                      | 119                | modifier les données · modifier les données |
| Thoissey                                     | 01420      | Ain         | commune du pôle principal | 1,34             | 1 644 (2022)                      | 1 227              | modifier les données · modifier les données |

## Démographie
Cette aire est catégorisée dans les aires de moins de 50 000 habitants, une catégorie qui regroupe 12,2 %  de la population au niveau national.